# 한승희 (1961년)
한승희(韓昇熙, 1961년~)는 대한민국의 제22대 국세청장이다.

## 학력
- 고려고등학교
- 서울대학교 경제학과 졸업
- 미시간 대학교 경영대학원 MBA

## 경력
- 1989년: 제33회 행정고시 합격
- 2007년 7월 ~ 2008년 7월: 국세청 국제조사과 과장
- 2008년 7월 ~ 2010년 6월: 국세청 조사기획과 과장
- 2010년 6월: 대구지방국세청 조사1국 국장
- 2011년 1월: 중부지방국세청 납세지원국 국장
- 2012년 7월 ~ 2013년 4월: 국세청 국제조세관리관
- 2013년 4월 ~ 2014년 8월: 서울지방국세청 조사4국 국장
- 2014년 8월 ~ 2016년 12월: 국세청 조사국 국장
- 2016년 12월 ~ 2017년 6월: 서울지방국세청장
- 2017년 6월 ~ 2019년 6월: 제22대 국세청장
- 2023년 1월 ~ : 법무법인 대륙아주 고문

| 전임 임환수 | 제22대 국세청장 2017년 6월 29일 ~ 2019년 6월 27일 | 후임 김현준 |